# Charles Horton Peck
Pour les articles homonymes, voir Peck.
Charles Horton Peck, est un mycologue américain né le 30 mars 1833 à Sand Lake (un village dénommé aujourd’hui Averill Park) dans l’État de New York et mort en 1917 à Albany.

## Biographie
Il est le fils de Joel B. et de Pamela Horton Peck. Diplômé de l’École normale de l’État de New York, il enseigne trois ans au Schram’s Collegiate Institute de Sand Lake. C’est durant ses études qu’il découvre la botanique auprès de James Henry Salisbury (1823-1905). Il reprend ses études, notamment à l’Union College de Schenectady où il obtient son Bachelor of Arts, et devient en 1859 enseignant de latin, de grec, de mathématiques et de botanique au Sand Lake Collegiate Institute. Durant son séjour à l’Union College, il suit les cours de Jonathan Pearson (1813-1887) qui y enseigne la chimie, les mathématiques mais aussi la botanique. À la place du sport, il préfère herboriser.
Il se marie en 1861 avec Mary Catherine Sliter (union dont naîtra deux enfants) et obtient son Master of Arts. En 1862 (ou 1863), il enseigne les mathématiques, les humanités et la botanique à Albany dans une école privée pour garçons.
En 1861 ou 1862, il découvre une mousse sur un morceau de bois qu’il présente au professeur Alphonso Wood (1810-1881) de Brooklyn. Celui-ci lui conseille le travail sur les mousses de William Starling Sullivant (1803-1873), qui était paru comme complément au manuel de botanique d’Asa Gray (1810-1888). Il revient chez lui avec ce manuel et un microscope, acquis pour 12 dollars et commence à étudier les bryophytes. Il va leur consacrer sa première publication en 1865 : il décrit 144 espèces de l’État de New York. Il présente sa collection au juge et botaniste amateur George William Clinton (1807-1885).
Par l’intermédiaire de ce dernier, il est embauché en 1867 par le Cabinet d’histoire naturelle de l’État de New York afin de constituer un herbier représentant la flore de l’État. Il est de 1883 à 1915 le New York State Botanist (botaniste de l'État de New York). Il reçoit en 1908 un doctorat honoraire de l’Union College. Ses activités ne se limitent pas à l’État de New York et ses nombreux correspondants lui font parvenir des spécimens de tous les États-Unis comme du Canada.
Il correspond d’abord avec Charles Léo Lesquereux (1806-1889) puis avec Coe Finch Austin (1831-1880). C’est sur les conseils d’un de ses amis botanistes, qui deviendra à son tour mycologue, Elliot Calvin Howe (1828-1899), qu’il s’oriente vers l’étude de la mycologie. Il est aidé par la correspondance qu’il entretient avec le Britannique Mordecai Cubitt Cooke (1825-1914), puis par l’Américain Moses Ashley Curtis (1808-1872). Il décrivit entre 2 000 et 3 000 nouvelles espèces de champignons d’Amérique du Nord.
Peck est en relation avec de nombreux mycologues, américain ou étrangers : Ezra Michener (1794-1887), William Ruggles Gerard (1841-1914), Casimir Roumeguère (1828-1892), Charles McIlvaine (1840-1909), Calvin Henry Kauffman (1869-1931), John Macoun (1831-1920), William Alphonso Murrill (1869-1957), Cornelius Lott Shear (1865-1956) et Lucien Marcus Underwood (1853-1907).
Préoccupé par l’annonce du déménagement de son herbier puis gravement affecté par la mort de son épouse début 1912, il subit une légère attaque en novembre 1912, suivie, au printemps 1913, d’une attaque plus sévère. Cela le conduit à présenter sa démission qui n’est acceptée que début 1915. Achevée quelques jours avant sa mort, une salle de maquettes de champignons finit d’être installée au Muséum d’Albany.
Il était membre à vie de la Botanical Society of America, membre de l’Association américaine pour l'avancement de la science, du Torrey Botanical Club, de la National Geographic Society et de diverses autres sociétés savantes. Comme écrira le mycologue Homer Doliver House (1878-1949) : « Les services rendus par le Docteur Peck dans le domaine de la mycologie ne sont surpassés par aucun autre chercheur américain des champignons. »

## Sources
- George Francis Atkinson (1918). Charles Horton Peck, Botanical Gazette, 65 (1) : 103-108.  (ISSN 0006-8071)
- Stewart Henry Burnham (1919). Charles Horton Peck, Mycologia, 11 (1) : 33-39.  (ISSN 0027-5514)
- Homer Doliver House (1917). The Peck Testimonial Exhibit of Mushroom Models, Mycologia, 9 (5) : 313-314.  (ISSN 0027-5514)